# Molares

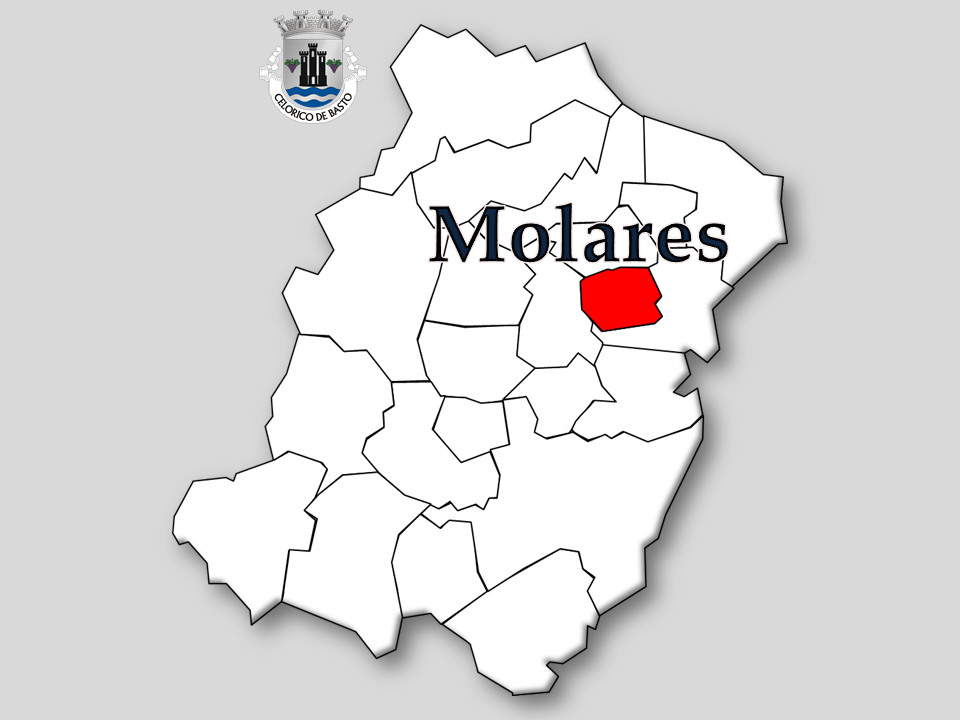
Localização da Freguesia de Molares no Município de Celorico de Basto

Molares é uma localidade portuguesa do Município de Celorico de Basto que foi sede da extinta Freguesia de Molares, freguesia que tinha 3,07 km² de área e 621 habitantes (2011), e, por isso, uma densidade populacional de 202,3 hab/km². Com as vizinhas localidades de Gagos e Veade forma a vila de Fermil de Basto. 
A Freguesia de Molares foi extinta em 2013, no âmbito de uma reforma administrativa nacional, tendo sido agregada às freguesias de Veade e Gagos, para formar uma nova freguesia denominada União das Freguesias de Veade, Gagos e Molares coma sede em Veade.
Entre os lugares pertencentes a esta antiga freguesia contam-se os de Aldeia, Além Parte, Arada, Bouça, Breia, Campo, Campo de Baixo, Cardais, Chousa, Cimo de Vila, Costa, Couto, Cruz de Pedra, Cruzeiro, Eiras, Estremadouro, Fermil, Fonte Coberta, Fundeira, Igreja, Lameiros, Monte, Outeiro, Pedreira, Poço, Pombal, Pouso, Praça, Quintela, Rego, Residência, Santo António, São João, Soutelo, Tapada, Tojal, Venda e Vale. Parte do território de alguns destes lugares pertence também às antigas freguesias vizinhas de Gagos e de Veade.

## População
| População da freguesia de Molares (1864 – 2011) | População da freguesia de Molares (1864 – 2011) | População da freguesia de Molares (1864 – 2011) | População da freguesia de Molares (1864 – 2011) | População da freguesia de Molares (1864 – 2011) | População da freguesia de Molares (1864 – 2011) | População da freguesia de Molares (1864 – 2011) | População da freguesia de Molares (1864 – 2011) | População da freguesia de Molares (1864 – 2011) | População da freguesia de Molares (1864 – 2011) | População da freguesia de Molares (1864 – 2011) | População da freguesia de Molares (1864 – 2011) | População da freguesia de Molares (1864 – 2011) | População da freguesia de Molares (1864 – 2011) | População da freguesia de Molares (1864 – 2011) |
| ----------------------------------------------- | ----------------------------------------------- | ----------------------------------------------- | ----------------------------------------------- | ----------------------------------------------- | ----------------------------------------------- | ----------------------------------------------- | ----------------------------------------------- | ----------------------------------------------- | ----------------------------------------------- | ----------------------------------------------- | ----------------------------------------------- | ----------------------------------------------- | ----------------------------------------------- | ----------------------------------------------- |
| 1864                                            | 1878                                            | 1890                                            | 1900                                            | 1911                                            | 1920                                            | 1930                                            | 1940                                            | 1950                                            | 1960                                            | 1970                                            | 1981                                            | 1991                                            | 2001                                            | 2011                                            |
| 589                                             | 548                                             | 594                                             | 589                                             | 551                                             | 532                                             | 643                                             | 580                                             | 633                                             | 642                                             | 601                                             | 666                                             | 646                                             | 518                                             | 621                                             |

## Património
- Igreja Paroquial de Molares;
- Capela de Santo António.